# 배리 체이즈

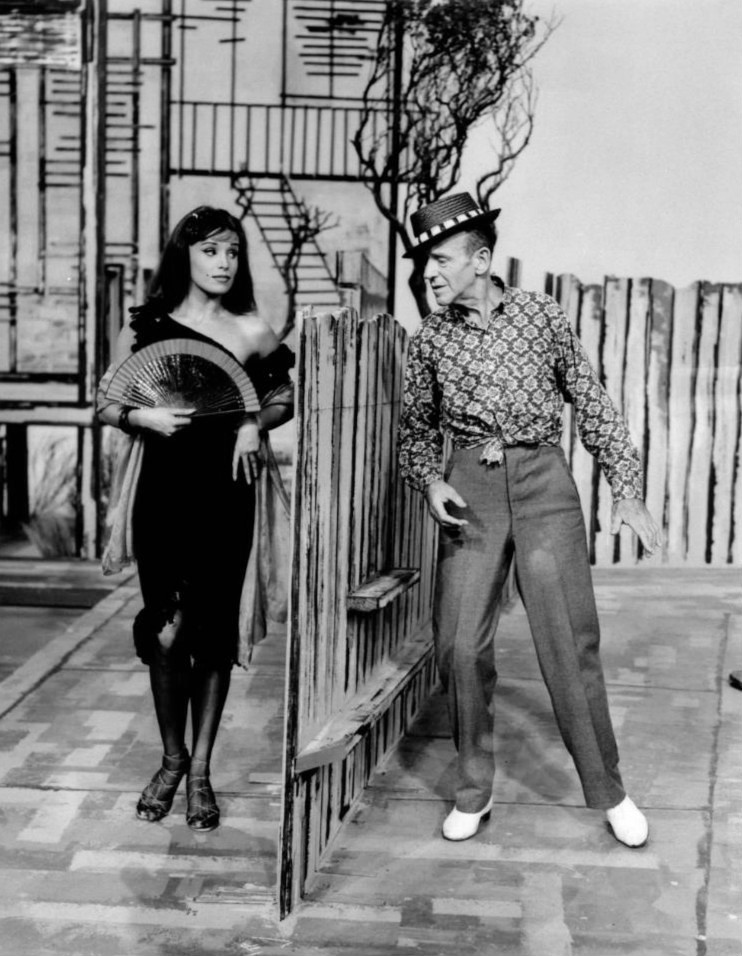

배리 체이스(Barrie Chase, 1933년 10월 20일 ~ )는 미국의 배우, 무용가이다.

## 영화
- 피닉스 (1965년)
- 매드 매드 대소동 (1963년)
- 케이프 피어 (1962년)
- 파티 걸 (1958년)
- 레스 걸스 (1957년)
- 베스트 씽스 인 라이프 알 프리 (1956년)
- 화이트 크리스마스 (1954년)
- 안데르센 (1952년)
- 스카라무슈 (1952년)